# Rui Sampaio
Rui Sampaio, de son nom comple Fernando Rui Valadares Pinto Sampaio, né le 29 mai 1987 à Vila Pouca de Aguiar, est un footballeur portugais. Il évolue au SC Beira-Mar au poste de milieu de terrain.

## Carrière
Il s'engage en faveur du Red Star FC lors de l'été 2015.

## Statistiques
| Saison                | Club                  | Championnat           | Championnat | Championnat | Coupe(s) nationale(s) | Coupe(s) nationale(s) | Total | Total |
| Saison                | Club                  | Division              | M.          | B.          | M.                    | B.                    | M.    | B.    |
| 2010-2011             | SC Beira-Mar          | Primeira Liga         | 30          | 1           | 5                     | 0                     | 35    | 1     |
| 2011-2012             | SC Beira-Mar          | Primeira Liga         | 2           | 0           | -                     | -                     | 2     | 0     |
| Sous-total            | Sous-total            | Sous-total            | 32          | 1           | 5                     | 0                     | 37    | 1     |
| 2011-2012             | Cagliari Calcio       | Serie A               | 6           | 0           | 1                     | 1                     | 7     | 1     |
| 2012-2013             | SC Olhanense (prêt)   | Primeira Liga         | 1           | 0           | 2                     | 0                     | 3     | 0     |
| 2012-2013             | SC Beira-Mar (prêt)   | Primeira Liga         | 12          | 1           | -                     | -                     | 12    | 1     |
| Sous-total            | Sous-total            | Sous-total            | 19          | 1           | 3                     | 1                     | 22    | 2     |
| 2013-2014             | FC Arouca             | Primeira Liga         | 12          | 1           | 0                     | 0                     | 12    | 1     |
| 2014-2015             | FC Arouca             | Primeira Liga         | 27          | 2           | 5                     | 0                     | 32    | 2     |
| Sous-total            | Sous-total            | Sous-total            | 39          | 3           | 5                     | 0                     | 44    | 3     |
| 2015-2016             | Red Star FC           | Ligue 2               | 8           | 0           | 0                     | 0                     | 8     | 0     |
| Sous-total            | Sous-total            | Sous-total            | 8           | 0           | 0                     | 0                     | 8     | 0     |
| Total sur la carrière | Total sur la carrière | Total sur la carrière | 0           | 0           | 0                     | 0                     | 0     | 0     |